# Liste der Stolpersteine in Salzhemmendorf
Die Liste der Stolpersteine in Salzhemmendorf gibt eine Übersicht über die im Rahmen der Aktion des Künstlers Gunter Demnig verlegten Stolpersteine in der Gemeinde Salzhemmendorf in Niedersachsen.

## Beschreibung
In Salzhemmendorf wurden seit 2016 bis heute (2020) 18 Stolpersteine verlegt. Die 10 × 10 × 10 cm großen Betonquader mit Messingtafel sind in den Bürgersteig vor jenen Häusern eingelassen, in denen die Opfer der nationalsozialistischen Gewaltherrschaft damals wohnten. Die Inschrift der Tafel gibt Auskunft über ihren Namen, ihr Alter und ihr Schicksal. Die Stolpersteine sollen dem Vergessen der Opfer entgegenwirken.

## Stolpersteine in Salzhemmendorf
| Adresse                             | Datum der Verlegung | Person                            | Inschrift | Bild |
| ----------------------------------- | ------------------- | --------------------------------- | --- | ---- |
| Alte Heerstraße 8 · (Hemmendorf) ·  | 19. Apr. 2016       | Frieda Zeckendorf (1889–194?)     | HIER WOHNTE FRIEDA ZECKENDORF GEB. GRÜNBERG JG. 1889 UNFREIWILLIG VERZOGEN 1941 GÖTTINGEN DEPORTIERT 1942 GHETTO WARSCHAU ERMORDET |      |
| Alte Heerstraße 8 · (Hemmendorf) ·  | 19. Apr. 2016       | Hannelore Zeckendorf (1925–194?)  | HIER WOHNTE HANNELORE ZECKENDORF JG. 1925 UNFREIWILLIG VERZOGEN 1941 GÖTTINGEN DEPORTIERT 1942 GHETTO WARSCHAU ERMORDET            |      |
| Alte Heerstraße 8 · (Hemmendorf) ·  | 19. Apr. 2016       | Karl Zeckendorf (1884–1938)       | HIER WOHNTE KARL ZECKENDORF JG. 1884 'SCHUTZHAFT‘ 1938 BUCHENWALD ERMORDET 21.11.1938                                              |      |
| Alte Heerstraße 8 · (Hemmendorf) ·  | 19. Apr. 2016       | Margarete Zeckendorf (1886–194?)  | HIER WOHNTE MARGARETE ZECKENDORF JG. 1886 DEPORTIERT 1942 GHETTO WARSCHAU ERMORDET                                                 |      |
| Alte Heerstraße 8 · (Hemmendorf) ·  | 19. Apr. 2016       | Selma Zeckendorf (1889–1942)      | HIER WOHNTE SELMA ZECKENDORF JG. 1889 DEPORTIERT 1941 LODZ/LITZMANNSTADT ERMORDET 4.5.1942                                         |      |
| Alte Heerstraße 8 · (Hemmendorf) ·  | 19. Apr. 2016       | Thekla Zeckendorf (1890–194?)     | HIER WOHNTE THEKLA ZECKENDORF JG. 1890 DEPORTIERT 1942 GHETTO WARSCHAU ERMORDET                                                    |      |
| Alte Heerstraße 17 · (Hemmendorf) · | 19. Apr. 2016       | Aenny Catzenstein (1898–????)     | HIER WOHNTE AENNY CATZENSTEIN VERH. VAN DER BEEK JG. 1898 FLUCHT 1939 BELGIEN MIT HILFE ÜBERLEBT                                   |      |
| Alte Heerstraße 17 · (Hemmendorf) · | 19. Apr. 2016       | Elsa Catzenstein (1890–1944)      | HIER WOHNTE ELSA CATZENSTEIN VERH. NONNE JG. 1890 UNFREIWILLIG VERZOGEN 1933 FRANKFURT VOR DEPORTATION FLUCHT IN DEN TOD 14.5.1944 |      |
| Alte Heerstraße 17 · (Hemmendorf) · | 19. Apr. 2016       | Emilie Catzenstein (1861–1941)    | HIER WOHNTE EMILIE CATZENSTEIN GEB.Goldschmidt JG. 1861 FLUCHT 1939 BELGIEN TOT 30.3.1941 BRÜSSEL                                  |      |
| Alte Heerstraße 17 · (Hemmendorf) · | 19. Apr. 2016       | Margarete Catzenstein (1896–1942) | HIER WOHNTE MARGARETE CATZENSTEIN JG. 1896 HEIMATORT VERLASSEN VOR DEPORTATION FLUCHT IN DEN TOD 18.3.1942 FRANKFURT               |      |
| Alte Heerstraße 49 · (Hemmendorf) · | 19. Apr. 2016       | Karoline Plaut (1859–1942)        | HIER WOHNTE KAROLINE PLAUT JG. 1859 TOT VOR DEPORTATION 25.1.1942 HANNOVER                                                         |      |
| Alte Heerstraße 49 · (Hemmendorf) · | 19. Apr. 2016       | Klara Plaut (1890–194?)           | HIER WOHNTE KLARA PLAUT JG. 1890 DEPORTIERT 1942 GHETTO WARSCHAU ERMORDET                                                          |      |
| Hauptstraße 2 ·                     | 19. Apr. 2016       | Gertrud Heilbronn (1903–????)     | HIER WOHNTE GERTRUD HEILBRONN GEB. WINTER JG. 1903 UNFREIWILLIG VERZOGEN CLAUSTHAL – ZELLERFELD FLUCHT 1941 USA                    |      |
| Hauptstraße 2 ·                     | 19. Apr. 2016       | Moritz Heilbronn (1890–1935)      | HIER WOHNTE MORITZ HEILBRONN JG. 1890 GEDEMÜTIGT / ENTRECHTET TOT 11.10.1935                                                       |      |
| Kampstraße 9 ·                      | 19. Apr. 2016       | Elfriede Davidsohn (1895–????)    | HIER WOHNTE ELFRIEDE DAVIDSOHN GEB. GUTTMANN JG. 1895 UNFREIWILLIG VERZOGEN 1938 HANNOVER FLUCHT 1939 ARGENTINIEN                  |      |
| Kampstraße 9 ·                      | 19. Apr. 2016       | Erich Davidsohn (1922–????)       | HIER WOHNTE ERICH DAVIDSOHN JG. 1922 'SCHUTZHAFT‘ 1938 BUCHENWALD FLUCHT 1939 ENGLAND                                              |      |
| Kampstraße 9 ·                      | 19. Apr. 2016       | Robert Davidsohn (1884–????)      | HIER WOHNTE ROBERT DAVIDSOHN JG. 1884 'SCHUTZHAFT‘ 1938 BUCHENWALD FLUCHT 1939 ARGENTINIEN                                         |      |
| Kampstraße 9 ·                      | 19. Apr. 2016       | Juliane Guttmann (1924–????)      | HIER WOHNTE JULIANE GUTTMANN JG. 1924 UNFREIWILLIG VERZOGEN 1938 HANNOVER FLUCHT 1939 ARGENTINIEN                                  |      |